# Schloss Berg (Saarland)

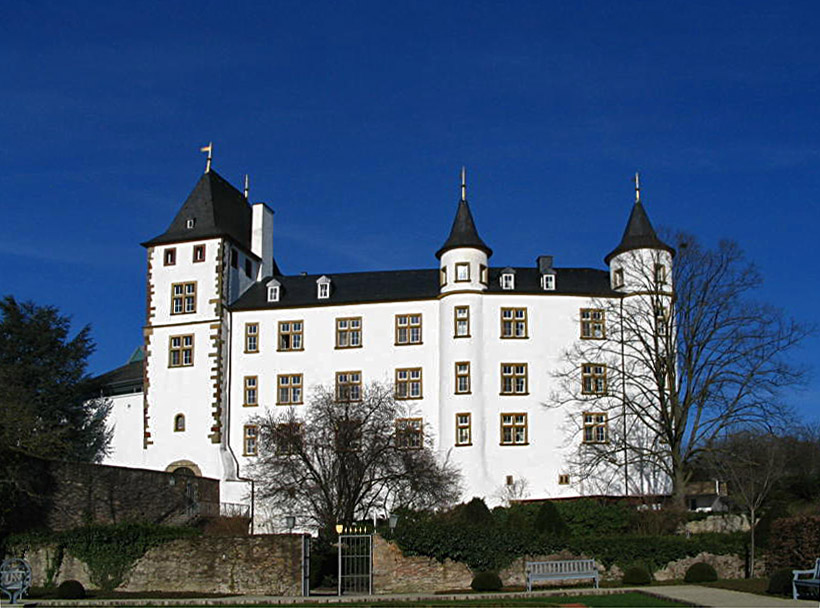
Schloss Berg

Das Schloss Berg ist ein kleines Renaissance-Schloss an der Obermosel in Deutschland. Es steht am Rande, innerhalb des saarländischen Ortes Nennig, in direkter Nähe der französischen und luxemburgischen Grenze. 
Seit 1990 wird es als Hotel und Spitzenrestaurant genutzt.

## Geschichte
Das Ursprungsgebäude wurde vermutlich im 9./10. Jahrhundert als Wasserburg erbaut. 1180 wurden die Ritter Bovo und Reiner „de Berg“ in einer Urkunde des Trierer Erzbischofs über einen Erbpachtvertrag als Zeugen erwähnt, und 1202 war Egidius von Berg Burgherr. Arnold von Sierck erwarb 1413 die Burg.
Johann von Kriechingen und Pittlingen ließ 1580 die Burg zum Schloss umbauen. So erklärt sich der heute sichtbare Renaissance-Baustil trotz des ursprünglich mittelalterlichen Gebäudes. Ab 1760 lassen sich die Besitzverhältnisse nicht klar zuordnen, sie sind auf mehrere Fürstentümer aufgeteilt. 1769 trat Frankreich seine Besitzrechte an Kaiserin Maria Theresia ab und nach dem Wiener Kongress kam Schloss Berg 1815 in preußischen Besitz. 1910 kam das Schloss in bürgerlichen Besitz. 
Im Kriegswinter 1944/45 wurde das Schloss fast völlig zerstört. Das Saarland wurde 1950 Eigentümer und ließ ab 1955 das Schloss wieder aufbauen. Von 1958 bis 1984 wurde es als Schullandheim genutzt. 

## Nutzung als Hotel ab 1990
1986 erwarb die Saarland-Sporttoto GmbH das Schloss und ließ es von den Architekten Bernhard Focht, Erich Fisabre sowie dem Innenarchitekten Siegward Graf Pilati als Hotel ausbauen. 1990 wurden das Hotel und im modernen Anbau eine Spielbank eröffnet. 
Ab 1997 wurde eine private Hotelkette neuer Betreiber und eröffnete 1998 im Schloss ein Gourmet-Restaurant mit Küchenchef Christian Bau, der seit 2010 jährlich mit drei Michelin-Sternen ausgezeichnet wurde. In den Obergeschossen sind Hotelzimmer und -suiten eingerichtet. 
In Nachbarschaft zum Schloss wurde 2001 ein größeres Luxus-Hotel mit Wellness-Bereich und Schönheitsfarm eröffnet. Das Schloss wurde neben dem Neubau und einem Landgasthof (unterhalb des Schlosses) in die Hotelanlage integriert.
Unterhalb des Schlosses liegt ein Renaissance-Garten, der im Rahmen des Projekts „Gärten ohne Grenzen“ angelegt wurde.